# Harald Folke (företagsledare)
Harald Erik Folke,född den 9 januari 1896 i Yuncheng, Kina, död den 20 mars 1979 i Stockholm, var en svensk företagsledare. Han var son till Erik Folke.
Folke avlade juris kandidatexamen 1923. Han blev avdelningschef i Försäkringsaktiebolaget Fylgia 1932 och vice direktör i Fylgia och Valkyrian 1945. Folke var vice verkställande direktör där 1951–1961. Han blev riddare av Vasaorden 1951. Folke vilar på Skogskyrkogården i Stockholm.